# Copa Libertadores 2022
Copa Libertadores 2022 – 63. edycja rozgrywek piłkarskich Copa Libertadores o miano najlepszej drużyny klubowej konfederacji CONMEBOL. Zwycięzca rozgrywek otrzyma prawo reprezentowania strefy CONMEBOL na Klubowych Mistrzostwach Świata, a także prawo występu w meczu o Recopa Sudamericana w roku 2023. Obrońcą tytułu była brazylijska drużyna Palmeiras, a turniej wygrała brazylijska drużyna Flamengo.
Rozgrywki składają się z 3 części:
- fazy kwalifikacyjnej,
- fazy grupowej,
- fazy pucharowej.

## Podział miejsc
47 miejsc w rozgrywkach zostało podzielonych przez CONMEBOL na poszczególne federacje w formacie:
- zdobywca Copa Libertadores 2021,
- zdobywca Copa Sudamericana 2021,

| Federacja | Ilość drużyn |
| --------- | ------------ |
| Brazylia  | 7 miejsc     |
| Argentyna | 6 miejsc     |
| Chile     | 4 miejsca    |
| Kolumbia  | 4 miejsca    |
| Boliwia   | 4 miejsca    |
| Ekwador   | 4 miejsca    |
| Paragwaj  | 4 miejsca    |
| Peru      | 4 miejsca    |
| Urugwaj   | 4 miejsca    |
| Wenezuela | 4 miejsca    |

## Szczegółowy podział miejsc
|                                     | Drużyny rozpoczynające udział | Zwycięzcy poprzedniej rundy                                  |
| ----------------------------------- | --- | ------------------------------------------------------------ |
| I runda kwalifikacyjna (6 drużyn)   | - zespoły z miejsca 4 federacji Boliwii, Ekwadoru, Paragwaju, Peru, Urugwaju i Wenezueli (6 drużyn)                                                                                    |                                                              |
| II runda kwalifikacyjna (16 drużyn) | - zespoły z miejsc 6-7 Brazylii (2 drużyny) - zespół z miejsca 6 Argentyny - zespoły z miejsc 3-4 Chile i Kolumbii (4 drużyny) - zespoły z miejsc 3 pozostałych federacji (6 drużyn)   | - 3 zwycięzców I rundy kwalifikacyjnej                       |
| III runda kwalifikacyjna (8 drużyn) | | - 8 zwycięzców II rundy kwalifikacyjnej                      |
| Faza grupowa (32 drużyny)           | - zdobywca Copa Libertadores 2021 - zdobywca Copa Sudamericana 2021 - zespoły z miejsc 1-5 Brazylii i Argentyny (10 drużyn) - zespoły z miejsc 1-2 pozostałych 8 federacji (16 drużyn) | - 4 zwycięzców III rundy kwalifikacyjnej                     |
| Faza pucharowa (16 drużyn)          | | - zwycięzcy grup (8 drużyn) - wicemistrzowie grup (8 drużyn) |

O tym, w jaki sposób drużyny w poszczególnych krajach zdobywają kwalifikacje, decydują związki krajowe.

## Drużyny uczestniczące
| Federacja                | Drużyna (Miejsce)                                  | Zaczyna od                      | Sposób kwalifikacji                                                                                     |
| ------------------------ | -------------------------------------------------- | ------------------------------- | --- |
| Argentyna · 6 miejsc     | Colón (Argentina 1)                                | fazy grupowej                   | Copa de la Liga Profesional 2021 zwycięzca                                                              |
| Argentyna · 6 miejsc     | River Plate (Argentina 2)                          | fazy grupowej                   | Primera División 2021 zwycięzca                                                                         |
| Argentyna · 6 miejsc     | Boca Juniors (Argentina 3)                         | fazy grupowej                   | Copa Argentina 2019/2020 zwycięzca                                                                      |
| Argentyna · 6 miejsc     | Vélez Sarsfield (Argentina 4)                      | fazy grupowej                   | Primera División 2020/2021, najlepszy zespół w tabeli zbiorczej                                         |
| Argentyna · 6 miejsc     | Talleres (Argentina 5)                             | fazy grupowej                   | Primera División 2020/2021, drugi najlepszy zespół w tabeli zbiorczej                                   |
| Argentyna · 6 miejsc     | Estudiantes (Argentina 6)                          | drugiej rundy kwalifikacyjnej   | Primera División 2020/2021, trzeci najlepszy zespół w tabeli zbiorczej                                  |
| Boliwia · 4 miejsca      | Independiente Petrolero (Bolivia 1)                | fazy grupowej                   | Primera División 2021 zwycięzca                                                                         |
| Boliwia · 4 miejsca      | Always Ready (Bolivia 2)                           | fazy grupowej                   | Primera División 2021 2. miejsce                                                                        |
| Boliwia · 4 miejsca      | The Strongest (Bolivia 3)                          | drugiej rundy kwalifikacyjnej   | Primera División 2021 3. miejsce                                                                        |
| Boliwia · 4 miejsca      | Bolívar (Bolivia 4)                                | pierwszej rundy kwalifikacyjnej | Primera División 2021 4. miejsce                                                                        |
| Brazylia · 7 + 2 miejsca | Palmeiras (Brazil 1, Copa Libertadores)            | fazy grupowej                   | Copa Libertadores 2021 zwycięzca                                                                        |
| Brazylia · 7 + 2 miejsca | Athletico Paranaense (Brazil 2, Copa Sudamericana) | fazy grupowej                   | Copa Sudamericana 2021 zwycięzca                                                                        |
| Brazylia · 7 + 2 miejsca | Atlético Mineiro (Brazil 3)                        | fazy grupowej                   | Campeonato Brasileiro Série A 2021 zwycięzca                                                            |
| Brazylia · 7 + 2 miejsca | Flamengo (Brazil 4)                                | fazy grupowej                   | Campeonato Brasileiro Série A 2021 2. miejsce                                                           |
| Brazylia · 7 + 2 miejsca | Fortaleza (Brazil 5)                               | fazy grupowej                   | Campeonato Brasileiro Série A 2021 4. miejsce                                                           |
| Brazylia · 7 + 2 miejsca | Corinthians (Brazil 6)                             | fazy grupowej                   | Campeonato Brasileiro Série A 2021 5. miejsce                                                           |
| Brazylia · 7 + 2 miejsca | Red Bull Bragantino (Brazil 7)                     | fazy grupowej                   | Campeonato Brasileiro Série A 2021 6. miejsce                                                           |
| Brazylia · 7 + 2 miejsca | Fluminense (Brazil 8)                              | drugiej rundy kwalifikacyjnej   | Campeonato Brasileiro Série A 2021 7. miejsce                                                           |
| Brazylia · 7 + 2 miejsca | América (Brazil 9)                                 | drugiej rundy kwalifikacyjnej   | Campeonato Brasileiro Série A 2021 8. miejsce                                                           |
| Chile · 4 miejsca        | Universidad de Chile (Chile 1)                     | fazy grupowej                   | Primera División 2021 zwycięzca                                                                         |
| Chile · 4 miejsca        | Colo-Colo (Chile 2)                                | fazy grupowej                   | Primera División 2021 2. miejsce                                                                        |
| Chile · 4 miejsca        | Audax Italiano (Chile 3)                           | drugiej rundy kwalifikacyjnej   | Primera División 2021 3. miejsce                                                                        |
| Chile · 4 miejsca        | Everton (Chile 4)                                  | drugiej rundy kwalifikacyjnej   | Copa Chile 2021 2. miejsce                                                                              |
| Ekwador · 4 miejsca      | Independiente del Valle (Ecuador 1)                | fazy grupowej                   | Serie A 2021 zwycięzca                                                                                  |
| Ekwador · 4 miejsca      | Emelec (Ecuador 2)                                 | fazy grupowej                   | Serie A 2021 2. miejsce                                                                                 |
| Ekwador · 4 miejsca      | Universidad Católica (Ecuador 3)                   | drugiej rundy kwalifikacyjnej   | Serie A 2021, najlepszy zespół w tabeli zbiorczej                                                       |
| Ekwador · 4 miejsca      | Barcelona (Ecuador 4)                              | pierwszej rundy kwalifikacyjnej | Serie A 2021, drugi najlepszy zespół w tabeli zbiorczej                                                 |
| Kolumbia · 4 miejsca     | Deportes Tolima (Colombia 1)                       | fazy grupowej                   | Apertura 2021 zwycięzca                                                                                 |
| Kolumbia · 4 miejsca     | Deportivo Cali (Colombia 2)                        | fazy grupowej                   | Finalización 2021 zwycięzca                                                                             |
| Kolumbia · 4 miejsca     | Millonarios (Colombia 3)                           | drugiej rundy kwalifikacyjnej   | Primera A 2021, najlepszy zespół w tabeli zbiorczej                                                     |
| Kolumbia · 4 miejsca     | Atlético Nacional (Colombia 4)                     | drugiej rundy kwalifikacyjnej   | Copa Colombia 2021 zwycięzca                                                                            |
| Paragwaj · 4 miejsca     | Cerro Porteño (Paraguay 1)                         | fazy grupowej                   | Primera División 2021 zwycięzca turnieju (Apertura lub Clausura) z lepszym rekordem w tabelii zbiorczej |
| Paragwaj · 4 miejsca     | Libertad (Paraguay 2)                              | fazy grupowej                   | Primera División 2021 zwycięzca turnieju (Apertura lub Clausura) z gorszym rekordem w tabelii zbiorczej |
| Paragwaj · 4 miejsca     | Guaraní (Paraguay 3)                               | drugiej rundy kwalifikacyjnej   | Primera División 2021, najlepszy zespół w tabeli zbiorczej                                              |
| Paragwaj · 4 miejsca     | Olimpia (Paraguay 4)                               | pierwszej rundy kwalifikacyjnej | Primera División 2021, drugi najlepszy zespół w tabeli zbiorczej                                        |
| Peru · 4 miejsca         | Alianza Lima (Peru 1)                              | fazy grupowej                   | Primera División 2021 zwycięzca                                                                         |
| Peru · 4 miejsca         | Sporting Cristal (Peru 2)                          | fazy grupowej                   | Primera División 2021 2. miejsce                                                                        |
| Peru · 4 miejsca         | Universitario (Peru 3)                             | drugiej rundy kwalifikacyjnej   | Primera División 2021, najlepszy zespół w tabeli zbiorczej                                              |
| Peru · 4 miejsca         | Universidad César Vallejo (Peru 4)                 | pierwszej rundy kwalifikacyjnej | Primera División 2021, drugi najlepszy zespół w tabeli zbiorczej                                        |
| Urugwaj · 4 miejsca      | Peñarol (Uruguay 1)                                | fazy grupowej                   | Primera División 2021 zwycięzca                                                                         |
| Urugwaj · 4 miejsca      | Nacional (Uruguay 2)                               | fazy grupowej                   | Primera División 2021 2. miejsce                                                                        |
| Urugwaj · 4 miejsca      | Plaza Colonia (Uruguay 3)                          | drugiej rundy kwalifikacyjnej   | Primera División 2021, najlepszy zespół w tabeli zbiorczej                                              |
| Urugwaj · 4 miejsca      | Montevideo City Torque (Uruguay 4)                 | pierwszej rundy kwalifikacyjnej | Primera División 2021, drugi najlepszy zespół w tabeli zbiorczej                                        |
| Wenezuela · 4 miejsca    | Deportivo Táchira (Venezuela 1)                    | fazy grupowej                   | Primera División 2021 zwycięzca                                                                         |
| Wenezuela · 4 miejsca    | Caracas (Venezuela 2)                              | fazy grupowej                   | Primera División 2021 2. miejsce                                                                        |
| Wenezuela · 4 miejsca    | Monagas (Venezuela 3)                              | drugiej rundy kwalifikacyjnej   | Primera División 2021 Fase Final 3. miejsce                                                             |
| Wenezuela · 4 miejsca    | Deportivo Lara (Venezuela 4)                       | pierwszej rundy kwalifikacyjnej | Primera División 2021 Fase Final 4. miejsce                                                             |

## Terminarz
Terminarz wygląda następująco:
| Faza           | Runda                         | Data losowania  | Pierwszy mecz        | Drugi mecz           |
| -------------- | ----------------------------- | --------------- | -------------------- | -------------------- |
| Kwalifikacje   | Pierwsza runda kwalifikacyjna | 20 grudnia 2021 | 8–9 lutego 2022      | 15–16 lutego 2022    |
| Kwalifikacje   | Druga runda kwalifikacyjna    | 20 grudnia 2021 | 22–24 lutego 2022    | 1–3 marca 2022       |
| Kwalifikacje   | Trzecia runda kwalifikacyjna  | 20 grudnia 2021 | 8–10 marca 2022      | 15–17 marca 2022     |
| Faza grupowa   | Termin 1                      | 25 marca 2022   | 5–7 kwietnia 2022    | 5–7 kwietnia 2022    |
| Faza grupowa   | Termin 2                      | 25 marca 2022   | 12–14 kwietnia 2022  | 12–14 kwietnia 2022  |
| Faza grupowa   | Termin 3                      | 25 marca 2022   | 26–28 kwietnia 2022  | 26–28 kwietnia 2022  |
| Faza grupowa   | Termin 4                      | 25 marca 2022   | 3–5 maja 2022        | 3–5 maja 2022        |
| Faza grupowa   | Termin 5                      | 25 marca 2022   | 17–19 maja 2022      | 17–19 maja 2022      |
| Faza grupowa   | Termin 6                      | 25 marca 2022   | 24–26 maja 2022      | 24–26 maja 2022      |
| Faza pucharowa | 1/8 finału                    | 27 maja 2022    | 28–30 czerwca 2022   | 5–7 lipca 2022       |
| Faza pucharowa | Ćwierćfinały                  | 27 maja 2022    | 2–4 sierpnia 2022    | 9–11 sierpnia 2022   |
| Faza pucharowa | Półfinały                     | 27 maja 2022    | 30-31 sierpnia 2022  | 6–7 września 2022    |
| Faza pucharowa | Finał                         | 27 maja 2022    | 29 października 2022 | 29 października 2022 |

## Faza kwalifikacyjna

### I runda kwalifikacyjna
Do startu w I rundzie kwalifikacyjnej uprawniono 6 drużyn, z czego 3 zostały rozstawione.
| Drużyna 1                            | Wynik dwumeczu | Drużyna 2    | Pierwszy mecz | Drugi mecz |
| ------------------------------------ | -------------- | ------------ | ------------- | ---------- |
| Montevideo City Torque               | 1:1 (k. 7:8)   | Barcelona SC | 1:1           | 0:0        |
| Deportivo Lara                       | 2:7            | Club Bolívar | 2:3           | 0:4        |
| Universidad César Vallejo            | 0:3            | Olimpia      | 0:1           | 0:2        |
| Po lewej gospodarz pierwszego meczu. |                |              |               |            |

### II runda kwalifikacyjna
Do startu w II rundzie kwalifikacyjnej uprawniono 16 drużyn (3 z poprzedniej rundy), z czego 8 zostały rozstawione.
| Drużyna 1                            | Wynik dwumeczu | Drużyna 2               | Pierwszy mecz | Drugi mecz |
| ------------------------------------ | -------------- | ----------------------- | ------------- | ---------- |
| Millonarios                          | 1:4            | Fluminense FC           | 1:2           | 0:2        |
| Audax Italiano                       | 1:2            | Estudiantes             | 1:0           | 0:2        |
| Club Bolívar                         | 1:3            | CD Universidad Católica | 1:1           | 0:2        |
| América FC                           | 3:3 (k. 5:4)   | Guaraní                 | 0:1           | 3:2        |
| Barcelona SC                         | 3:0            | Universitario Deportes  | 2:0           | 1:0        |
| Plaza Colonia                        | 2:3            | The Strongest           | 2:0           | 0:3        |
| Everton Viña del Mar                 | 3:1            | Monagas                 | 3:0           | 0:1        |
| Olimpia                              | 4:2            | Atlético Nacional       | 3:1           | 1:1        |
| Po lewej gospodarz pierwszego meczu. |                |                         |               |            |

### III runda kwalifikacyjna
Do startu w III rundzie kwalifikacyjnej uprawniono 8 drużyn z poprzedniej rundy.
| Drużyna 1                            | Wynik dwumeczu | Drużyna 2     | Pierwszy mecz | Drugi mecz |
| ------------------------------------ | -------------- | ------------- | ------------- | ---------- |
| Fluminense FC                        | 3:3 (k. 1:4)   | Olimpia       | 3:1           | 0:2        |
| Everton Viña del Mar                 | 0:2            | Estudiantes   | 0:1           | 0:1        |
| CD Universidad Católica              | 1:2            | The Strongest | 0:0           | 1:2        |
| América FC                           | 0:0 (k. 5:4)   | Barcelona SC  | 0:0           | 0:0        |
| Po lewej gospodarz pierwszego meczu. |                |               |               |            |

- Wszystkie przegrane drużyny z III rundy kwalifikacyjnej dostają awans do Copa Sudamericana 2022.

## Faza grupowa
Losowanie odbyło się 25 marca w Luque w Paragwaju. Do startu w fazie grupowej uprawnione są 32 drużyny (w tym 4 zwycięzców III rundy kwalifikacyjnej oraz zwycięzca Copa Sudamericana z poprzedniego sezonu). W trakcie losowania zespoły zostały rozdzielone na 4 koszyki, następnie rozlosowane i podzielone na 8 grup po 4 drużyny każda. Do jednej grupy nie będą mogły trafić drużyny z tego samego koszyka i federacji, z wyjątkiem drużyn, które uzyskały awans z III rundy kwalifikacyjnej, ponieważ w momencie losowania nie były znane drużyny, które awansują z eliminacji.
Wszystkie zespoły zagrają ze sobą dwukrotnie – po 2 najlepsze z każdej grupy awansują do fazy pucharowej, drużyny z 3. miejsc otrzymają prawo gry w drugiej rundzie Copa Sudamericana.
| Kolory w tabeli grup                                                 |
| -------------------------------------------------------------------- |
| Zespoły z miejsc 1. i 2. awansują do 1/8 finału                      |
| Zespół z miejsca 3. awansuje do drugiej rundy Copa Sudamericana 2022 |

Zasady ustalania kolejności w tabeli:
1. liczba zdobytych punktów w całej rundzie;
2. różnica bramek w całej rundzie;
3. łączna liczba bramek zdobytych w całej rundzie;
4. łączna liczba bramek zdobytych na wyjeździe w całej rundzie;
5. miejsce drużyny w rankingu CONMEBOL.

### Grupa A
| Lp. | Drużyna                 | M | Z | R | P | Bramki | Bramki | +/– | Pkt |
| --- | ----------------------- | - | - | - | - | ------ | ------ | --- | --- |
| 1   | SE Palmeiras (A)        | 6 | 6 | 0 | 0 | 25     | 3      | +22 | 18  |
| 2   | CS Emelec (A)           | 6 | 2 | 2 | 2 | 14     | 7      | +7  | 8   |
| 3   | Deportivo Táchira (CS)  | 6 | 2 | 1 | 3 | 8      | 14     | −6  | 7   |
| 4   | Independiente Petrolero | 6 | 0 | 1 | 5 | 3      | 26     | −23 | 1   |

|                         | PAL | EGU | DEP | INP |
| ----------------------- | --- | --- | --- | --- |
| SE Palmeiras            | –   | 1:0 | 4:1 | 8:1 |
| CS Emelec               | 1:3 | –   | 1:1 | 7:0 |
| Deportivo Táchira       | 0:4 | 1:4 | –   | 3:0 |
| Independiente Petrolero | 0:5 | 1:1 | 1:2 | –   |

### Grupa B
| Lp. | Drużyna                  | M | Z | R | P | Bramki | Bramki | +/– | Pkt |
| --- | ------------------------ | - | - | - | - | ------ | ------ | --- | --- |
| 1   | Club Libertad (A)        | 6 | 3 | 1 | 2 | 8      | 6      | +2  | 10  |
| 2   | Athletico Paranaense (A) | 6 | 3 | 1 | 2 | 8      | 7      | +1  | 10  |
| 3   | The Strongest (CS)       | 6 | 1 | 3 | 2 | 8      | 7      | +1  | 6   |
| 4   | Caracas                  | 6 | 1 | 3 | 2 | 4      | 8      | −4  | 6   |

|                      | LIB | ATP | SLP | CAR |
| -------------------- | --- | --- | --- | --- |
| Club Libertad        | –   | 1:0 | 4:1 | 2:1 |
| Athletico Paranaense | 2:0 | –   | 1:0 | 5:1 |
| The Strongest        | 1:1 | 5:0 | –   | 1:1 |
| Caracas              | 1:0 | 0:0 | 0:0 | –   |

### Grupa C
| Lp. | Drużyna                | M | Z | R | P | Bramki | Bramki | +/– | Pkt |
| --- | ---------------------- | - | - | - | - | ------ | ------ | --- | --- |
| 1   | Estudiantes (A)        | 6 | 4 | 1 | 1 | 8      | 5      | +3  | 13  |
| 2   | CA Vélez Sarsfield (A) | 6 | 2 | 2 | 2 | 12     | 11     | +1  | 8   |
| 3   | Club Nacional (CS)     | 6 | 2 | 1 | 3 | 7      | 7      | 0   | 7   |
| 4   | Red Bull Bragantino    | 6 | 1 | 2 | 3 | 5      | 9      | −4  | 5   |

|                     | EST | VSA | CNA | RBB |
| ------------------- | --- | --- | --- | --- |
| Estudiantes         | –   | 4:1 | 1:0 | 2:0 |
| CA Vélez Sarsfield  | 4:0 | –   | 1:2 | 2:2 |
| Club Nacional       | 0:0 | 2:3 | –   | 3:0 |
| Red Bull Bragantino | 0:1 | 1:1 | 2:0 | –   |

### Grupa D
| Lp. | Drużyna                      | M | Z | R | P | Bramki | Bramki | +/– | Pkt |
| --- | ---------------------------- | - | - | - | - | ------ | ------ | --- | --- |
| 1   | Atlético Mineiro (A)         | 6 | 3 | 2 | 1 | 10     | 6      | +4  | 11  |
| 2   | Deportes Tolima (A)          | 6 | 3 | 2 | 1 | 10     | 9      | +1  | 11  |
| 3   | Independiente del Valle (CS) | 6 | 2 | 2 | 2 | 9      | 7      | +2  | 8   |
| 4   | América FC                   | 6 | 0 | 2 | 4 | 6      | 13     | −7  | 2   |

|                         | ATM | DTO | IDV | AMG |
| ----------------------- | --- | --- | --- | --- |
| Atlético Mineiro        | –   | 1:2 | 3:1 | 1:1 |
| Deportes Tolima         | 0:2 | –   | 1:0 | 2:2 |
| Independiente del Valle | 1:1 | 2:2 | –   | 3:0 |
| América FC              | 1:2 | 2:3 | 0:2 | –   |

### Grupa E
| Lp. | Drużyna                     | M | Z | R | P | Bramki | Bramki | +/– | Pkt |
| --- | --------------------------- | - | - | - | - | ------ | ------ | --- | --- |
| 1   | CA Boca Juniors (A)         | 6 | 3 | 1 | 2 | 5      | 5      | 0   | 10  |
| 2   | SC Corinthians Paulista (A) | 6 | 2 | 3 | 1 | 5      | 4      | +1  | 9   |
| 3   | Deportivo Cali (CS)         | 6 | 2 | 2 | 2 | 7      | 4      | +3  | 8   |
| 4   | Always Ready                | 6 | 1 | 2 | 3 | 5      | 9      | −4  | 5   |

|                         | BJU | COR | DEC | ALR |
| ----------------------- | --- | --- | --- | --- |
| CA Boca Juniors         | –   | 1:1 | 1:0 | 2:0 |
| SC Corinthians Paulista | 2:0 | –   | 1:0 | 1:1 |
| Deportivo Cali          | 2:0 | 0:0 | –   | 3:0 |
| Always Ready            | 0:1 | 2:0 | 2:2 | –   |

### Grupa F
| Lp. | Drużyna            | M | Z | R | P | Bramki | Bramki | +/– | Pkt |
| --- | ------------------ | - | - | - | - | ------ | ------ | --- | --- |
| 1   | River Plate (A)    | 6 | 5 | 1 | 0 | 18     | 3      | +15 | 16  |
| 2   | Fortaleza (A)      | 6 | 3 | 1 | 2 | 10     | 9      | +1  | 10  |
| 3   | CSD Colo-Colo (CS) | 6 | 2 | 1 | 3 | 9      | 13     | −4  | 7   |
| 4   | Alianza Lima       | 6 | 0 | 1 | 5 | 4      | 16     | −12 | 1   |

|               | RPL | FEC | CCS | ALL |
| ------------- | --- | --- | --- | --- |
| River Plate   | –   | 2:0 | 4:0 | 8:1 |
| Fortaleza     | 1:1 | –   | 1:2 | 2:1 |
| CSD Colo-Colo | 1:2 | 3:4 | –   | 2:1 |
| Alianza Lima  | 0:1 | 0:2 | 1:1 | –   |

### Grupa G
| Lp. | Drużyna            | M | Z | R | P | Bramki | Bramki | +/– | Pkt |
| --- | ------------------ | - | - | - | - | ------ | ------ | --- | --- |
| 1   | Colón Santa Fe (A) | 6 | 3 | 1 | 2 | 8      | 8      | 0   | 10  |
| 2   | Cerro Porteño (A)  | 6 | 2 | 2 | 2 | 5      | 4      | +1  | 8   |
| 3   | Olimpia (CS)       | 6 | 2 | 2 | 2 | 4      | 4      | 0   | 8   |
| 4   | CA Peñarol         | 6 | 2 | 1 | 3 | 5      | 6      | −1  | 7   |

|                | CSF | CER | OLA | CAP |
| -------------- | --- | --- | --- | --- |
| Colón Santa Fe | –   | 2:1 | 2:1 | 2:1 |
| Cerro Porteño  | 3:1 | –   | 0:1 | 1:0 |
| Olimpia        | 0:0 | 0:0 | –   | 1:0 |
| CA Peñarol     | 2:1 | 0:0 | 2:1 | –   |

### Grupa H
| Lp. | Drużyna                   | M | Z | R | P | Bramki | Bramki | +/– | Pkt |
| --- | ------------------------- | - | - | - | - | ------ | ------ | --- | --- |
| 1   | CR Flamengo (A)           | 6 | 5 | 1 | 0 | 15     | 6      | +9  | 16  |
| 2   | Talleres Córdoba (A)      | 6 | 3 | 2 | 1 | 6      | 5      | +1  | 11  |
| 3   | Universidad Católica (CS) | 6 | 1 | 1 | 4 | 5      | 10     | −5  | 4   |
| 4   | Sporting Cristal          | 6 | 0 | 2 | 4 | 3      | 8      | −5  | 2   |

|                      | FLA | TAL | UCS | SCR |
| -------------------- | --- | --- | --- | --- |
| CR Flamengo          | –   | 3:1 | 3:0 | 2:1 |
| Talleres Córdoba     | 2:2 | –   | 1:0 | 1:0 |
| Universidad Católica | 2:3 | 0:1 | –   | 2:1 |
| Sporting Cristal     | 0:2 | 0:0 | 1:1 | –   |

## Faza pucharowa
Od tej rundy aż do zakończenia turnieju obowiązuje system pucharowy według następujących zasad
- w każdej z rund (z wyjątkiem finału), zakwalifikowane zespoły rozgrywają dwumecz z przeciwnikiem wyłonionym w drodze losowania, zespół o wyższym rozstawieniu jest gospodarzem rewanżowego spotkania,
- dla rozstrzygnięcia meczów w 1/8 finału, ćwierćfinałach i półfinałach stosowana jest Zasada przewagi bramek zdobytych w meczach wyjazdowych. Jeżeli ona nie pozwala wyłonić zwycięzcy rozgrywana jest seria rzutów z punktu karnego,
- W przypadku wyniku remisowego w meczu finałowym rozgrywana jest 30-minutowa dogrywka, a w przypadku dalszego braku rozstrzygnięcia rozgrywana jest seria rzutów z punktu karnego.

Rozstawienie
Drużyny, które zajęły pierwsze miejsca w swoich grupach będą rozstawione w losowaniu z numerami 1-8, natomiast te z drugich miejsc będą nierozstawione i otrzymają numery 9-16. Podział numerów dokonany zostanie na podstawie wyników osiągniętych w fazie grupowej i na tej podstawie będą stworzone dwie oddzielne klasyfikacje: dla drużyn rozstawionych i nierozstawionych.
| Nr | Gr | Drużyna                 | Mecze | W | R | P | Bramki | Bramki | +/− | Pkt |
| -- | -- | ----------------------- | ----- | - | - | - | ------ | ------ | --- | --- |
| 1  | A  | SE Palmeiras            | 6     | 6 | 0 | 0 | 25     | 3      | +22 | 18  |
| 2  | F  | River Plate             | 6     | 5 | 1 | 0 | 18     | 3      | +15 | 16  |
| 3  | H  | CR Flamengo             | 6     | 5 | 1 | 0 | 15     | 6      | +9  | 16  |
| 4  | C  | Estudiantes             | 6     | 4 | 1 | 1 | 8      | 5      | +3  | 13  |
| 5  | D  | Atlético Mineiro        | 6     | 3 | 2 | 1 | 10     | 6      | +4  | 11  |
| 6  | B  | Club Libertad           | 6     | 3 | 1 | 2 | 8      | 6      | +2  | 10  |
| 7  | G  | Colón Santa Fe          | 6     | 3 | 1 | 2 | 8      | 8      | 0   | 10  |
| 8  | E  | CA Boca Juniors         | 6     | 3 | 1 | 2 | 5      | 5      | 0   | 10  |
| 9  | D  | Deportes Tolima         | 6     | 3 | 2 | 1 | 10     | 9      | +1  | 11  |
| 10 | H  | Talleres Córdoba        | 6     | 3 | 2 | 1 | 6      | 5      | +1  | 11  |
| 11 | F  | Fortaleza               | 6     | 3 | 1 | 2 | 10     | 9      | +1  | 10  |
| 12 | B  | Athletico Paranaense    | 6     | 3 | 1 | 2 | 8      | 7      | +1  | 10  |
| 13 | E  | SC Corinthians Paulista | 6     | 2 | 3 | 1 | 5      | 4      | +1  | 9   |
| 14 | A  | CS Emelec               | 6     | 2 | 2 | 2 | 14     | 7      | +7  | 8   |
| 15 | C  | CA Vélez Sarsfield      | 6     | 2 | 2 | 2 | 12     | 11     | +1  | 8   |
| 16 | G  | Cerro Porteño           | 6     | 2 | 2 | 2 | 5      | 4      | +1  | 8   |

Zasady ustalania kolejności: 1. liczba zdobytych punktów; 2. stosunek bramek; 3. liczba bramek strzelonych; 4. liczba bramek strzelonych na wyjeździe; 5. ranking CONMEBOL

### Drabinka
|  |                                       |                                       |                                       |                                       |                                       |   |          |                                   |                                   |                                   |                                   |                                   |  |  |                                          |                                          |                                          |                                          |                                          |  |  |                         |                         |                         |
|  | 1/8 finału (28–30 czerwca, 5–7 lipca) | 1/8 finału (28–30 czerwca, 5–7 lipca) | 1/8 finału (28–30 czerwca, 5–7 lipca) | 1/8 finału (28–30 czerwca, 5–7 lipca) | 1/8 finału (28–30 czerwca, 5–7 lipca) |   |          | Ćwierćfinały (2–4, 9–11 sierpnia) | Ćwierćfinały (2–4, 9–11 sierpnia) | Ćwierćfinały (2–4, 9–11 sierpnia) | Ćwierćfinały (2–4, 9–11 sierpnia) | Ćwierćfinały (2–4, 9–11 sierpnia) |  |  | Półfinały (30-31 sierpnia, 6–7 września) | Półfinały (30-31 sierpnia, 6–7 września) | Półfinały (30-31 sierpnia, 6–7 września) | Półfinały (30-31 sierpnia, 6–7 września) | Półfinały (30-31 sierpnia, 6–7 września) |  |  | Finał (29 października) | Finał (29 października) | Finał (29 października) |
|  | 1/8 finału (28–30 czerwca, 5–7 lipca) | 1/8 finału (28–30 czerwca, 5–7 lipca) | 1/8 finału (28–30 czerwca, 5–7 lipca) | 1/8 finału (28–30 czerwca, 5–7 lipca) | 1/8 finału (28–30 czerwca, 5–7 lipca) |   |          | Ćwierćfinały (2–4, 9–11 sierpnia) | Ćwierćfinały (2–4, 9–11 sierpnia) | Ćwierćfinały (2–4, 9–11 sierpnia) | Ćwierćfinały (2–4, 9–11 sierpnia) | Ćwierćfinały (2–4, 9–11 sierpnia) |  |  | Półfinały (30-31 sierpnia, 6–7 września) | Półfinały (30-31 sierpnia, 6–7 września) | Półfinały (30-31 sierpnia, 6–7 września) | Półfinały (30-31 sierpnia, 6–7 września) | Półfinały (30-31 sierpnia, 6–7 września) |  |  | Finał (29 października) | Finał (29 października) | Finał (29 października) |
|  |                                       |                                       |                                       |                                       |                                       |   |          |                                   |                                   |                                   |                                   |                                   |  |  |                                          |                                          |                                          |                                          |                                          |  |  |                         |                         |                         |
|  |                                       |                                       |                                       |                                       |                                       |   |          |                                   |                                   |                                   |                                   |                                   |  |  |                                          |                                          |                                          |                                          |                                          |  |  |                         |                         |                         |
|  | 15                                    | CA Vélez Sarsfield                    | 1                                     | 0                                     | 1                                     |   |          |                                   |                                   |                                   |                                   |                                   |  |  |                                          |                                          |                                          |                                          |                                          |  |  |                         |                         |                         |
|  | 15                                    | CA Vélez Sarsfield                    | 1                                     | 0                                     | 1                                     |   |          |                                   |                                   |                                   |                                   |                                   |  |  |                                          |                                          |                                          |                                          |                                          |  |  |                         |                         |                         |
|  | 2                                     | River Plate                           | 0                                     | 0                                     | 0                                     |   |          |                                   |                                   |                                   |                                   |                                   |  |  |                                          |                                          |                                          |                                          |                                          |  |  |                         |                         |                         |
|  | 2                                     | River Plate                           | 0                                     | 0                                     | 0                                     |   |          | 15                                | CA Vélez Sarsfield                | 3                                 | 1                                 | 4                                 |  |  |                                          |                                          |                                          |                                          |                                          |  |  |                         |                         |                         |
|  |                                       |                                       |                                       |                                       |                                       |   |          | 15                                | CA Vélez Sarsfield                | 3                                 | 1                                 | 4                                 |  |  |                                          |                                          |                                          |                                          |                                          |  |  |                         |                         |                         |
|  |                                       |                                       | 10                                    | Talleres Córdoba                      | 2                                     | 0 | 2        |                                   |                                   |                                   |                                   |                                   |  |  |                                          |                                          |                                          |                                          |                                          |  |  |                         |                         |                         |
|  | 10                                    | Talleres Córdoba                      | 10                                    | Talleres Córdoba                      | 2                                     | 0 | 2        | 1                                 | 2                                 | 3                                 |                                   |                                   |  |  |                                          |                                          |                                          |                                          |                                          |  |  |                         |                         |                         |
|  | 10                                    | Talleres Córdoba                      |                                       |                                       |                                       |   |          |                                   |                                   | 3                                 |                                   |                                   |  |  |                                          |                                          |                                          |                                          |                                          |  |  |                         |                         |                         |
|  | 7                                     | Colón Santa Fe                        | 1                                     | 0                                     | 1                                     |   |          |                                   |                                   |                                   |                                   |                                   |  |  |                                          |                                          |                                          |                                          |                                          |  |  |                         |                         |                         |
|  | 7                                     | Colón Santa Fe                        | 1                                     | 0                                     | 1                                     |   |          | 15                                | CA Vélez Sarsfield                | 0                                 | 1                                 | 1                                 |  |  |                                          |                                          |                                          |                                          |                                          |  |  |                         |                         |                         |
|  |                                       |                                       |                                       |                                       |                                       |   |          |                                   |                                   |                                   |                                   |                                   |  |  |                                          |                                          |                                          |                                          |                                          |  |  |                         |                         |                         |
|  |                                       |                                       | 3                                     | CR Flamengo                           | 4                                     | 2 | 6        |                                   |                                   |                                   |                                   |                                   |  |  |                                          |                                          |                                          |                                          |                                          |  |  |                         |                         |                         |
|  | 13                                    | SC Corinthians Paulista               | 3                                     | CR Flamengo                           | 4                                     | 2 | 6        | 0                                 | 0                                 | 0 k. (6)                          |                                   |                                   |  |  |                                          |                                          |                                          |                                          |                                          |  |  |                         |                         |                         |
|  | 13                                    | SC Corinthians Paulista               |                                       |                                       |                                       |   |          |                                   |                                   | 0 k. (6)                          |                                   |                                   |  |  |                                          |                                          |                                          |                                          |                                          |  |  |                         |                         |                         |
|  | 8                                     | CA Boca Juniors                       | 0                                     | 0                                     | 0 k. (5)                              |   |          |                                   |                                   |                                   |                                   |                                   |  |  |                                          |                                          |                                          |                                          |                                          |  |  |                         |                         |                         |
|  | 8                                     | CA Boca Juniors                       | 0                                     | 0                                     | 0 k. (5)                              |   |          | 13                                | SC Corinthians Paulista           | 0                                 | 0                                 | 0                                 |  |  |                                          |                                          |                                          |                                          |                                          |  |  |                         |                         |                         |
|  |                                       |                                       |                                       |                                       |                                       |   |          | 13                                | SC Corinthians Paulista           | 0                                 | 0                                 | 0                                 |  |  |                                          |                                          |                                          |                                          |                                          |  |  |                         |                         |                         |
|  |                                       |                                       | 3                                     | CR Flamengo                           | 2                                     | 1 | 3        |                                   |                                   |                                   |                                   |                                   |  |  |                                          |                                          |                                          |                                          |                                          |  |  |                         |                         |                         |
|  | 9                                     | Deportes Tolima                       | 3                                     | CR Flamengo                           | 2                                     | 1 | 3        | 0                                 | 1                                 | 1                                 |                                   |                                   |  |  |                                          |                                          |                                          |                                          |                                          |  |  |                         |                         |                         |
|  | 9                                     | Deportes Tolima                       |                                       |                                       |                                       |   |          |                                   |                                   | 1                                 |                                   |                                   |  |  |                                          |                                          |                                          |                                          |                                          |  |  |                         |                         |                         |
|  | 3                                     | CR Flamengo                           | 1                                     | 7                                     | 8                                     |   |          |                                   |                                   |                                   |                                   |                                   |  |  |                                          |                                          |                                          |                                          |                                          |  |  |                         |                         |                         |
|  | 3                                     | CR Flamengo                           | 1                                     | 7                                     | 8                                     |   |          | 3                                 | CR Flamengo                       | 1                                 |                                   |                                   |  |  |                                          |                                          |                                          |                                          |                                          |  |  |                         |                         |                         |
|  |                                       |                                       |                                       |                                       |                                       |   |          |                                   |                                   |                                   |                                   |                                   |  |  |                                          |                                          |                                          |                                          |                                          |  |  |                         |                         |                         |
|  |                                       |                                       | 12                                    | Athletico Paranaense                  | 0                                     |   |          |                                   |                                   |                                   |                                   |                                   |  |  |                                          |                                          |                                          |                                          |                                          |  |  |                         |                         |                         |
|  | 12                                    | Athletico Paranaense                  | 12                                    | Athletico Paranaense                  | 0                                     | 2 | 1        | 3                                 |                                   |                                   |                                   |                                   |  |  |                                          |                                          |                                          |                                          |                                          |  |  |                         |                         |                         |
|  | 12                                    | Athletico Paranaense                  |                                       |                                       |                                       |   |          |                                   |                                   |                                   |                                   |                                   |  |  |                                          |                                          |                                          |                                          |                                          |  |  |                         |                         |                         |
|  | 6                                     | Club Libertad                         | 1                                     | 1                                     | 2                                     |   |          |                                   |                                   |                                   |                                   |                                   |  |  |                                          |                                          |                                          |                                          |                                          |  |  |                         |                         |                         |
|  | 6                                     | Club Libertad                         | 1                                     | 1                                     | 2                                     |   |          | 12                                | Athletico Paranaense              | 0                                 | 1                                 | 1                                 |  |  |                                          |                                          |                                          |                                          |                                          |  |  |                         |                         |                         |
|  |                                       |                                       |                                       |                                       |                                       |   |          | 12                                | Athletico Paranaense              | 0                                 | 1                                 | 1                                 |  |  |                                          |                                          |                                          |                                          |                                          |  |  |                         |                         |                         |
|  |                                       |                                       | 4                                     | Estudiantes                           | 0                                     | 0 | 0        |                                   |                                   |                                   |                                   |                                   |  |  |                                          |                                          |                                          |                                          |                                          |  |  |                         |                         |                         |
|  | 11                                    | Fortaleza                             | 4                                     | Estudiantes                           | 0                                     | 0 | 0        | 1                                 | 0                                 | 1                                 |                                   |                                   |  |  |                                          |                                          |                                          |                                          |                                          |  |  |                         |                         |                         |
|  | 11                                    | Fortaleza                             |                                       |                                       |                                       |   |          |                                   |                                   | 1                                 |                                   |                                   |  |  |                                          |                                          |                                          |                                          |                                          |  |  |                         |                         |                         |
|  | 4                                     | Estudiantes                           | 1                                     | 3                                     | 4                                     |   |          |                                   |                                   |                                   |                                   |                                   |  |  |                                          |                                          |                                          |                                          |                                          |  |  |                         |                         |                         |
|  | 4                                     | Estudiantes                           | 1                                     | 3                                     | 4                                     |   |          | 12                                | Athletico Paranaense              | 1                                 | 2                                 | 3                                 |  |  |                                          |                                          |                                          |                                          |                                          |  |  |                         |                         |                         |
|  |                                       |                                       |                                       |                                       |                                       |   |          |                                   |                                   |                                   |                                   |                                   |  |  |                                          |                                          |                                          |                                          |                                          |  |  |                         |                         |                         |
|  |                                       |                                       | 1                                     | SE Palmeiras                          | 0                                     | 2 | 2        |                                   |                                   |                                   |                                   |                                   |  |  |                                          |                                          |                                          |                                          |                                          |  |  |                         |                         |                         |
|  | 14                                    | CS Emelec                             | 1                                     | SE Palmeiras                          | 0                                     | 2 | 2        | 1                                 | 0                                 | 1                                 |                                   |                                   |  |  |                                          |                                          |                                          |                                          |                                          |  |  |                         |                         |                         |
|  | 14                                    | CS Emelec                             |                                       |                                       |                                       |   |          |                                   |                                   | 1                                 |                                   |                                   |  |  |                                          |                                          |                                          |                                          |                                          |  |  |                         |                         |                         |
|  | 5                                     | Atlético Mineiro                      | 1                                     | 1                                     | 2                                     |   |          |                                   |                                   |                                   |                                   |                                   |  |  |                                          |                                          |                                          |                                          |                                          |  |  |                         |                         |                         |
|  | 5                                     | Atlético Mineiro                      | 1                                     | 1                                     | 2                                     |   |          | 5                                 | Atlético Mineiro                  | 2                                 | 0                                 | 2 k. (5)                          |  |  |                                          |                                          |                                          |                                          |                                          |  |  |                         |                         |                         |
|  |                                       |                                       |                                       |                                       |                                       |   |          | 5                                 | Atlético Mineiro                  | 2                                 | 0                                 | 2 k. (5)                          |  |  |                                          |                                          |                                          |                                          |                                          |  |  |                         |                         |                         |
|  |                                       |                                       | 1                                     | SE Palmeiras                          | 2                                     | 0 | 2 k. (6) |                                   |                                   |                                   |                                   |                                   |  |  |                                          |                                          |                                          |                                          |                                          |  |  |                         |                         |                         |
|  | 16                                    | Cerro Porteño                         | 1                                     | SE Palmeiras                          | 2                                     | 0 | 2 k. (6) | 0                                 | 0                                 | 0                                 |                                   |                                   |  |  |                                          |                                          |                                          |                                          |                                          |  |  |                         |                         |                         |
|  | 16                                    | Cerro Porteño                         |                                       |                                       |                                       |   |          |                                   |                                   | 0                                 |                                   |                                   |  |  |                                          |                                          |                                          |                                          |                                          |  |  |                         |                         |                         |
|  | 1                                     | SE Palmeiras                          | 3                                     | 5                                     | 8                                     |   |          |                                   |                                   |                                   |                                   |                                   |  |  |                                          |                                          |                                          |                                          |                                          |  |  |                         |                         |                         |
|  | 1                                     | SE Palmeiras                          | 3                                     | 5                                     | 8                                     |   |          |                                   |                                   |                                   |                                   |                                   |  |  |                                          |                                          |                                          |                                          |                                          |  |  |                         |                         |                         |
|  |                                       |                                       |                                       |                                       |                                       |   |          |                                   |                                   |                                   |                                   |                                   |  |  |                                          |                                          |                                          |                                          |                                          |  |  |                         |                         |                         |

### 1/8 finału
| Drużyna 1                            | Wynik dwumeczu | Drużyna 2        | Pierwszy mecz | Drugi mecz |
| ------------------------------------ | -------------- | ---------------- | ------------- | ---------- |
| Athletico Paranaense                 | 3:2            | Club Libertad    | 2:1           | 1:1        |
| Deportes Tolima                      | 1:8            | CR Flamengo      | 0:1           | 1:7        |
| CA Vélez Sarsfield                   | 1:0            | River Plate      | 1:0           | 0:0        |
| CS Emelec                            | 1:2            | Atlético Mineiro | 1:1           | 0:1        |
| Cerro Porteño                        | 0:8            | SE Palmeiras     | 0:3           | 0:5        |
| Talleres Córdoba                     | 3:1            | Colón Santa Fe   | 1:1           | 2:0        |
| SC Corinthians Paulista              | 0:0 (k. 6:5)   | CA Boca Juniors  | 0:0           | 0:0        |
| Fortaleza                            | 1:4            | Estudiantes      | 1:1           | 0:3        |
| Po lewej gospodarz pierwszego meczu. |                |                  |               |            |

Dwumecz A
| 29 czerwca 2022 02:30 CEST | Athletico Paranaense · Vitor Roque 6' · Hernández 32' | 2:1(2:1)Raport | Club Libertad · 20' Villalba | Estádio Joaquim Américo Guimarães, Kurytyba Sędzia: Alexis Herrera |
|                            |                                                       |                |                              |                                                                    |

| 6 lipca 2022 02:30 CEST | Club Libertad · Santa Cruz 45+4' | 1:1(1:0)Raport | Athletico Paranaense · 90' Cardoso | Estadio Defensores del Chaco, Asunción Sędzia: Andrés Cunha |
|                         |                                  |                |                                    |                                                             |

Dwumecz B
| 30 czerwca 2022 02:30 CEST | Deportes Tolima | 0:1(0:1)Raport | CR Flamengo · 17' Pereira | Estadio Manuel Murillo Toro, Ibagué Sędzia: Jesús Valenzuela |
|                            |                 |                |                           |                                                              |

| 7 lipca 2022 02:30 CEST | CR Flamengo · Pedro 5', 47', 67', 79' · Quiñones 20' (sam.) · Gabriel Barbosa 56' · Matheus França 73' | 7:1(2:0)Raport | Deportes Tolima · 63' Quiñones | Maracanã, Rio de Janeiro Sędzia: Mario Díaz de Vivar |
|                         | |                |                                |                                                      |

Dwumecz C
| 30 czerwca 2022 02:30 CEST | CA Vélez Sarsfield · Janson 15' (k.) | 1:0(1:0)Raport | River Plate | Estadio José Amalfitani, Buenos Aires Sędzia: Raphael Claus |
|                            |                                      |                |             |                                                             |

| 7 lipca 2022 02:30 CEST | River Plate | 0:0(0:0)Raport | CA Vélez Sarsfield | Estadio Monumental, Buenos Aires Sędzia: Roberto Tobar |
|                         |             |                |                    |                                                        |

Dwumecz D
| 29 czerwca 2022 00:15 CEST | CS Emelec · S. Rodríguez 58' (k.) | 1:1(0:1)Raport | Atlético Mineiro · 16' Ademir | Estadio George Capwell, Guayaquil Sędzia: Fernando Rapallini |
|                            |                                   |                |                               |                                                              |

| 6 lipca 2022 00:15 CEST | Atlético Mineiro · Hulk 79' (k.) | 1:0(0:0)Raport | CS Emelec | Estádio Mineirão, Belo Horizonte Sędzia: Jesús Valenzuela |
|                         |                                  |                |           |                                                           |

Dwumecz E
| 30 czerwca 2022 00:15 CEST | Cerro Porteño | 0:3(0:0)Raport | SE Palmeiras · 60', 69' Rony · 87' Murilo | Estadio General Pablo Rojas, Asunción Sędzia: Wilmar Roldán |
|                            |               |                |                                           |                                                             |

| 7 lipca 2022 00:15 CEST | SE Palmeiras · Samudio 37' (sam.) · Rony 73', 83' · Breno Lopes 75' · Gómez 78' | 5:0(1:0)Raport | Cerro Porteño | Allianz Parque, São Paulo Sędzia: Patricio Loustau |
|                         |                                                                                 |                |               |                                                    |

Dwumecz F
| 30 czerwca 2022 00:15 CEST | Talleres Córdoba · Franco 87' | 1:1(0:0)Raport | Colón Santa Fe · 61' Ábila | Estadio Mario Alberto Kempes, Córdoba Sędzia: Wilton Sampaio |
|                            |                               |                |                            |                                                              |

| 7 lipca 2022 00:15 CEST | Colón Santa Fe | 0:2(0:0)Raport | Talleres Córdoba | Estadio Brigadier General Estanislao López, Santa Fe Sędzia: Anderson Daronco |
|                         |                |                |                  |                                                                               |

Dwumecz G
| 29 czerwca 2022 02:30 CEST | SC Corinthians Paulista | 0:0(0:0)Raport | CA Boca Juniors | Arena Corinthians, São Paulo Sędzia: Roberto Tobar |
|                            |                         |                |                 |                                                    |

| 6 lipca 2022 02:30 CEST                                                       | CA Boca Juniors | 0:0 k. 5:6(0:0)Raport                                                                   | SC Corinthians Paulista | Estadio Alberto J. Armando, Buenos Aires Sędzia: Andrés Matonte |
|                                                                               |                 |                                                                                         |                         |                                                                 |
|                                                                               |                 | Rzuty karne                                                                             |                         |                                                                 |
| Rojo · Izquierdoz · Villa · Fernández · Benedetto · Romero · Varela · Ramírez |                 | Fábio Santos · Cantillo · Raul Gustavo · Bruno Melo · Róger Guedes · Roni · Piton · Gil |                         |                                                                 |

Dwumecz H
| 1 lipca 2022 02:30 CEST | Fortaleza · Romero 55' | 1:1(0:0)Raport | Estudiantes · 63' Díaz | Estádio Plácido Aderaldo Castelo, Fortaleza Sędzia: Andrés Matonte |
|                         |                        |                |                        |                                                                    |

| 8 lipca 2022 02:30 CEST | Estudiantes · Castro 9', 47' · Zapiola 57' | 3:0(1:0)Raport | Fortaleza | Estadio Jorge Luis Hirschi, La Plata Sędzia: Esteban Ostojich |
|                         |                                            |                |           |                                                               |

### Ćwierćfinały
| Drużyna 1                            | Wynik dwumeczu | Drużyna 2        | Pierwszy mecz | Drugi mecz |
| ------------------------------------ | -------------- | ---------------- | ------------- | ---------- |
| Athletico Paranaense                 | 1:0            | Estudiantes      | 0:0           | 1:0        |
| SC Corinthians Paulista              | 0:3            | CR Flamengo      | 0:2           | 0:1        |
| CA Vélez Sarsfield                   | 4:2            | Talleres Córdoba | 3:2           | 1:0        |
| Atlético Mineiro                     | 0:0 (k. 5:6)   | SE Palmeiras     | 2:2           | 0:0        |
| Po lewej gospodarz pierwszego meczu. |                |                  |               |            |

Dwumecz S1
| 5 sierpnia 2022 02:30 CEST | Athletico Paranaense | 0:0(0:0)Raport | Estudiantes | Estádio Joaquim Américo Guimarães, Kurytyba Sędzia: Jesús Valenzuela |
|                            |                      |                |             |                                                                      |

| 12 sierpnia 2022 02:30 CEST | Estudiantes | 0:1(0:0)Raport | Athletico Paranaense · 90+6' Vitor Roque | Estadio Jorge Luis Hirschi, La Plata Sędzia: Andrés Matonte |
|                             |             |                |                                          |                                                             |

Dwumecz S2
| 3 sierpnia 2022 02:30 CEST | SC Corinthians Paulista | 0:2(0:1)Raport | CR Flamengo · 37' de Arrascaeta · 51' Gabriel Barbosa | Arena Corinthians, São Paulo Sędzia: Patricio Loustau |
|                            |                         |                |                                                       |                                                       |

| 10 sierpnia 2022 02:30 CEST | CR Flamengo · Pedro 51' | 1:0(0:0)Raport | SC Corinthians Paulista | Maracanã, Rio de Janeiro Sędzia: Esteban Ostojich |
|                             |                         |                |                         |                                                   |

Dwumecz S3
| 4 sierpnia 2022 02:30 CEST | CA Vélez Sarsfield · Janson 5', 73' · Fernández 90' | 3:2(1:0)Raport | Talleres Córdoba · 81' Santos · 87' Garro | Estadio José Amalfitani, Buenos Aires Sędzia: Wilmar Roldán |
|                            |                                                     |                |                                           |                                                             |

| 11 sierpnia 2022 02:30 CEST | Talleres Córdoba | 0:1(0:0)Raport | CA Vélez Sarsfield · 79' Fernández | Estadio Brigadier General Estanislao López, Santa Fe Sędzia: Eber Aquino |
|                             |                  |                |                                    |                                                                          |

Dwumecz S4
| 4 sierpnia 2022 02:30 CEST | Atlético Mineiro · Hulk 45+1' (k.) · Murilo 47' (sam.) | 2:2(1:0)Raport | SE Palmeiras · 59' Murilo · 90+2' Danilo | Estádio Mineirão, Belo Horizonte Sędzia: Facundo Tello |
|                            |                                                        |                |                                          |                                                        |

| 11 sierpnia 2022 02:30 CEST                          | SE Palmeiras | 0:0 k. 6:5(0:0)Raport                                     | Atlético Mineiro | Allianz Parque, São Paulo Sędzia: Wilmar Roldán |
|                                                      |              |                                                           |                  |                                                 |
|                                                      |              | Rzuty karne                                               |                  |                                                 |
| Veiga · Gómez · Zé Rafael · Piquerez · Rony · Murilo |              | Hulk · Fernández · Jair · Eduardo Sasha · Alonso · Rubens |                  |                                                 |

### Półfinały
| Drużyna 1                            | Wynik dwumeczu | Drużyna 2    | Pierwszy mecz | Drugi mecz |
| ------------------------------------ | -------------- | ------------ | ------------- | ---------- |
| Athletico Paranaense                 | 3:2            | SE Palmeiras | 1:0           | 2:2        |
| CA Vélez Sarsfield                   | 1:6            | CR Flamengo  | 0:4           | 1:2        |
| Po lewej gospodarz pierwszego meczu. |                |              |               |            |

Dwumecz F1
| 31 sierpnia 2022 02:30 CEST | Athletico Paranaense · Alex Santana 23' | 1:0(1:0)Raport | SE Palmeiras | Estádio Joaquim Américo Guimarães, Kurytyba Sędzia: Roberto Tobar |
|                             |                                         |                |              |                                                                   |

| 7 września 2022 02:30 CEST | SE Palmeiras · Scarpa 3' · Gómez 55' | 2:2(1:0)Raport | Athletico Paranaense · 64' Pablo · 85' Terans | Allianz Parque, São Paulo Sędzia: Esteban Ostojich |
|                            |                                      |                |                                               |                                                    |

Dwumecz F2
| 1 września 2022 02:30 CEST | CA Vélez Sarsfield | 0:4(0:2)Raport | CR Flamengo · 32', 61', 83' Pedro · 45+1' Éverton Ribeiro | Estadio José Amalfitani, Buenos Aires Sędzia: Wilmar Roldán |
|                            |                    |                |                                                           |                                                             |

| 8 września 2022 02:30 CEST | CR Flamengo · Pedro 42' · Marinho 68' | 2:1(1:1)Raport | CA Vélez Sarsfield · 21' Pratto | Maracanã, Rio de Janeiro Sędzia: Piero Maza |
|                            |                                       |                |                                 |                                             |

### Finał
| 29 października 2022 22:00 CEST | CR Flamengo · Gabriel Barbosa 45+4' | 1:0(1:0)Raport | Athletico Paranaense | Estadio Monumental Isidro Romero Carbo, Guayaquil Sędzia: Patricio Loustau |
|                                 |                                     |                |                      |                                                                            |

| Flamengo | Athletico Paranaense |

| BR             | 20 | Santos                 |     |     |
| OB             | 22 | Rodinei                |     |     |
| OB             | 24 | David Luiz             |     |     |
| OB             | 4  | Léo Pereira            |     |     |
| OB             | 16 | Filipe Luís            |     | 20' |
| PO             | 8  | Thiago Maia            |     | 71' |
| PO             | 7  | Éverton Ribeiro (c)    |     |     |
| PO             | 35 | João Gomes             |     |     |
| PO             | 14 | Giorgian de Arrascaeta | 68' | 84' |
| NA             | 9  | Gabriel Barbosa        |     | 84' |
| NA             | 21 | Pedro                  |     |     |
| Rezerwowi:     |    |                        |     |     |
| BR             | 1  | Diego Alves            |     |     |
| OB             | 15 | Fabrício Bruno         |     |     |
| OB             | 26 | Ayrton Lucas           |     | 20' |
| OB             | 30 | Pablo                  |     |     |
| OB             | 34 | Matheuzinho            |     |     |
| PO             | 2  | Erick Pulgar           |     |     |
| PO             | 5  | Arturo Vidal           | 75' | 71' |
| PO             | 10 | Diego                  |     |     |
| PO             | 29 | Victor Hugo            |     | 84' |
| PO             | 42 | Matheus França         |     |     |
| NA             | 18 | Everton Soares         |     | 84' |
| NA             | 31 | Marinho                |     |     |
| Trener:        |    |                        |     |     |
| Dorival Júnior |    |                        |     |     |

| BR                  | 1  | Bento                |          |     |
| OB                  | 13 | Khellven             |          |     |
| OB                  | 34 | Pedro Henrique       | 28', 43' |     |
| OB                  | 44 | Thiago Heleno (c)    |          |     |
| OB                  | 16 | Abner Vinícius       |          |     |
| PO                  | 50 | Fernandinho          |          |     |
| PO                  | 17 | Hugo Moura           |          | 75' |
| PO                  | 38 | Alex Santana         | 43'      | 46' |
| PO                  | 8  | Vitor Bueno          |          | 57' |
| NA                  | 11 | Vitinho              |          | 57' |
| NA                  | 27 | Vitor Roque          |          | 65' |
| Rezerwowi:          |    |                      |          |     |
| BR                  | 12 | Anderson             |          |     |
| OB                  | 22 | Nicolás Hernández    |          |     |
| OB                  | 24 | Luis Manuel Orejuela |          |     |
| OB                  | 42 | Matheus Felipe       |          | 46' |
| OB                  | 48 | Pedrinho             |          |     |
| PO                  | 18 | Léo Cittadini        |          |     |
| PO                  | 26 | Erick                |          |     |
| PO                  | 28 | Tomás Cuello         |          |     |
| NA                  | 5  | Pablo                |          | 65' |
| NA                  | 9  | Agustín Canobbio     |          | 57' |
| NA                  | 20 | David Terans         |          | 75' |
| NA                  | 35 | Rômulo Cardoso       | 73'      | 57' |
| Trener:             |    |                      |          |     |
| Luiz Felipe Scolari |    |                      |          |     |

| Asystenci sędziego: Diego Bonfá Ezequiel Brailovsky Czwarty sędzia: Facundo Tello Piąty sędzia: Facundo Rodríguez Sędzia wideo: Mauro Vigliano Sędziowie asystenci wideo: Germán Delfino Juan Pablo Belatti Nicolás Gallo |

## Klasyfikacja strzelców
| P. | Zawodnik            | Drużyna                 | Gole |
| -- | ------------------- | ----------------------- | ---- |
| 1. | Pedro               | CR Flamengo             | 12   |
| 2. | Lucas Janson        | CA Vélez Sarsfield      | 7    |
| 2. | Rafael Navarro      | SE Palmeiras            | 7    |
| 2. | Rony                | SE Palmeiras            | 7    |
| 5. | Julián Álvarez      | River Plate             | 6    |
| 5. | Gabriel Barbosa     | CR Flamengo             | 6    |
| 5. | Sebastián Rodríguez | CS Emelec               | 6    |
| 5. | Raphael Veiga       | SE Palmeiras            | 6    |
| 9. | Hulk                | Atlético Mineiro        | 5    |
| 9. | Junior Sornoza      | Independiente del Valle | 5    |